# 江口美喜男
江口 美喜男（えぐち みきお）は、日本の脚本家。兵庫県姫路市出身。日本映画学校（現・日本映画大学）卒業。日本脚本家連盟連盟員。

## 主な作品

### 脚本
- FMシアター 海のことば（1993年 第22回創作ラジオドラマ脚本懸賞入選）[1]
- ソリトン クリスマスドラマ『A WORD』（1994年 NHK）
- FMシアター 銀河鉄道の思いで（1995年 NHK）
- FM おじいちゃんの口笛（1995年 NHK）
- ドラマ新銀河 賢治のほほえみ「1話 風光る 4話 かっこう」（1996年 NHK）
- 中学生日記 キャッチボール（1997年 NHK）
- 青春アドベンチャー 夏の魔術（1997年 NHK）
- 中学生日記 夜を歩いていく（1997年 NHK）
- FMシアター ヴィジョン（1998年 NHK）
- 中学生日記 あのとき ぼくにできたこと（1998年 NHK）
- FMシアター ノース・ウインド（1998年 NHK）
- サンタはあなたの味方です（1998年 NHK BS）
- レガッタ～国際金融戦争(1999年 NHKドラマ館）
- 夢みる惑星（2000年 NHK BS）
- 中学生日記 探していた言葉（2000年 NHK）
- みんな幸せになれ（2001年 NHK BS）
- 月曜ドラマシリーズ ハート「第5話 ガラスの家族」（2001年 NHK）
- 『扉』（戯曲）（2002年 銀座みゆき館劇場）
- 救急救命室「13話 運命のトリアージ」（2006年 BS-i）
- GOTAISETSU─ゴタイセツ─（2007年 NHK山口放送局）
- マネー・イズ・ラブ（戯曲）（2009年 銀座みゆき館劇場）
- 青春アドベンチャー 神南の母の備忘録「アイドル☆スター」（2010年 NHK）
- ナイフとリンゴ（戯曲）（2011年 乃木坂コレドシアター）
- FMシアター　ソラノムスメ（2018年 NHK）

### 出版
- ジョン万次郎物語 (英語・日本語2ヶ国語絵本) （2011年 ラボ教育センター）